# NGC 1171
NGC 1171 је спирална галаксија у сазвежђу Персеј која се налази на NGC листи објеката дубоког неба.
Деклинација објекта је + 43° 23' 52" а ректасцензија 3h 3m 58,9s. Привидна величина (магнитуда) објекта NGC 1171 износи 12,7 а фотографска магнитуда 13,4. Налази се на удаљености од 26,809 милиона парсека од Сунца. NGC 1171 је још познат и под ознакама UGC 2510, MCG 7-7-18, CGCG 540-31, IRAS 03006+4312, PGC 11552.